# بوتشولو (مجلة)
بوتشولو هي مجلة إسبانية، نُشِرت بواسطة داري النشر سانتياجو بيس في البداية وإسبانو أمريكانا للنشر ما بين أعوام 1931 و1951.

## مسارها
مرت مجلة بوتشولو بثلاث فترات مختلفة:

### الفترة الأولى (1931م- 1938م)
بدأت دار النشر سانتياجو بيس بنشر مجلة بوتشولو عام 1931م ،قدمت نحو 272عدد بصفة أسبوعية ،وبثلاث تقاويم. ثم نُشِرت بواسطة رامون بيبس فالكو الذي أعتمد على خوسيه ماريا هوارتس بينتوس ،وديجو خيمنس دي ليتانج كمحررين وكاتبين حوار بالمجلة ،واعتمد أيضاً على خايمي خويس ،و خيسوس بلاسكو ،وإسكوبار ،ولونجوريا ،وسلفادور مسترس ،وأرنورو مورانو ،وريكارد أوبيسو ،وريارا روخاس كرسامين كاريكاتير ،والكثير من هؤلاء الذين قدموا أوائل أعمالهم إلى هذه المجلة.
أشارت الأعداد الأولى لبوتشولو إلى (تي بي أو(TBO)) ،لكن هذا اللوجو تطور بشكل مثير ومر بالعديد من التصاوير المليئة بالديناميكية والمتأثرة بالسينما. وفقاً للكاريكاتير خاومي كابيبيلا-مؤلف دراسة عميقة حول هذه المجلة- فتحت الطفرة طرق تعبيرية جديدة باللغة الإسبانية القصصية.
ومنذ انطلاق ترويجها بين الأطفال برزت هذه المجلة لإبداعها. ومع هذا المشروع الجذاب انتهت الحرب الأهلية الإسبانية وتقاييد مع بعد الحرب.
في هذه الفترة برزت سلاسل الأعمال التالية:
| السنة | العدد | الاسم                                                | كاتب الحوار   | رسام الكاريكاتير | نقطة الانطلاقة |
| ----- | ----- | ---------------------------------------------------- | ------------- | ---------------- | -------------- |
| 1930  |       | الخدع الهائلة لجروميت ،وميكي والعجوز موك والكلب مووك | أرتورو مورانو | أرتورو مورانو    | جديدة          |
| 1931  |       | بالو نياسو                                           |               | أسكوبار          | جديدة          |
| 1933  |       | حرب بلاد الحشرات                                     | كابريرو أرنال | كابريرو أرنال    | جديدة          |
| 1934  |       |                                                      |               |                  |                |
| 1935  |       | بطولات باكوزومبا                                     | كابريرو أرنال | كابريرو أرنال    | جديدة          |
| 1935  |       | جزيرة جاليونس                                        |               | خايمي توماس      | جديدة          |
| 1935  |       | وحوش المدينة                                         |               | خايمي توماس      | جديدة          |
| 1935  |       | نقطة سوداء                                           | أرتورو مورانو | أرتورو مورانو    | جديدة          |
| 1935  |       | المخبر تيم ونيو                                      |               | أسكوبار          | جديدة          |
| 1935  |       | العالم في حرب                                        |               | خايمي توماس      | جديدة          |
| 1935  |       | رحلات فوق العادة للكلب توب                           | كابريرو أرنال | كابريرو أرنال    | جديدة          |
| 1936  |       | قشرة ،ومخبر ،والمغامرات المشاكسة لشارلوك هولمز       | كابريرو أرنال | كابريرو أرنال    | جديدة          |
| 1936  |       | فريدي والازرار الصغيرة                               | أرتورو مورانو | أرتورو مورانو    | جديدة          |
| 1936  |       | خارج القانون                                         | خابير ألكنتار | سلامين           | جديدة          |
| 1936  |       | المونسترو دي أسارو                                   |               | خايمي توماس      | جديدة          |
| 1936  |       | ديك توربين                                           |               | خايمي توماس      | جديدة          |

### الفترة الثانية (1945-1949)
تتألف من 75 عدد كل أسبوعين ،و4 رزنامة ،ونُشِرت جميعها بواسطة دار النشر سانتياجو بيبي، وبحجم 24×17.

### الفترة الثالثة (1951-1952)
نُشِرت بواسطة دار النشر إسبانو أمريكانا ،لكن أنتجت نحو 18عدد ،ورزنامة واحدة. كان حجمها آنذاك 26×19.